# Potres (sura)
Potres (arabsko Az-Zalzala) je 99. sura (poglavje) v Koranu, ki jo sestavlja 8 ajatov (verzov). Je medinska sura.
Med opravljanjem molitve (salata oz. namaza) pri tej suri verniki opravijo 1 ruku' (priklon).